# مطرف المطرف
مطرف يوسف المطرف (8 سبتمبر 1986-) مغني كويتي.

## حياته ومشواره الفني
ولد في الكويت، والده المطرب الكويتي الراحل يوسف المطرف  ، بدأ بالغناء في سن صغير بين أصدقائه المقربين ثم قرر أن يغني في الجلسات الفنية ليكوّن لنفسه قاعدة جماهرية، اكتشف والده انه يغني ويعزف العود في وقت متأخر، ولم يخبره في البداية عن هوايتيه لكن قبل وفاته بفترة اكتشف هذا لشي، فقد كان خائفاً من أن يعلم لانه كان مهتماً بدراسته ويطلب منه ان يركز عليها، تعلم على عزف آلة العود في الإمارات من عود خاله  ، أول ظهور اعلامي له كان في برنامج عدنيات مع الاعلامي نجيب، عام 2014 وقع عقدا مع شركة روتانا للصوتيات لإنتاج وتوزيع أعماله.
حصل على المركز الأول في الغناء في مهرجان الفنون الموسيقيه لدول مجلس التعاون الخليجي 2013 
عام 2015 شاركه الممثلان فؤاد علي وهيا عبد السلام في فيديو كليب لبيه

## ألبومات
| الألبوم    | العام | المنتج |
| ---------- | ----- | ------ |
| فاقدك      | 2018  | روتانا |
| منهك غرام  | 2015  | روتانا |
| لهيب الشوق | 2011  | روتانا |

## فيديو كليبات
| الأغنية   | المخرج        | العام |
| --------- | ------------- | ----- |
| لبيه      | خالد الرفاعي  | 2015  |
| عال       | علاء الأنصاري | 2016  |
| منهك غرام | علاء الأنصاري | 2016  |

## المهرجانات والحفلات التي شارك فيها
- جلسة أمريكا (واشنطن) 2013 🇺🇸 الولايات المتحدة
- ليالي فبراير الكويت 2015 ، 2016  الكويت
- هلا فبراير، 2014  الكويت
- حفل عيد الاضحى 2014
- فنون الكويت،2015  الكويت
- حفل جامعة الخليج 2015
- حفل الاحتفاء بالراحل يوسف المطرف 2015
- حفل كراون بلازا الكويت 2015  الكويت
- الريان سوق واقف 2015  قطر
- حفل سان دييغو 2015 🇺🇸 الولايات المتحدة
- حفل جامعة AUM 2016
- حفل محافظة الاحمدي 2016
- حفل محافظة العاصمة 2016
- حفل كلية العلوم الاداريه 2016
- حفل حديقة الشهيد 2016
- حفل عطني فرصه 2016
- حفل جامعة الخليج 2 2016
- حفل تكريم الاستاذ سليمان الملا 2016
- حفل الهيئة العامه للشباب (جامعة الكويت) 2016
- حفل تكريم الشاعر القدير مبارك الحديبي 2017
- حفل افتتاح بطولة كأس الخليج - خليجي 23 2017
- حفل داو الاوبرا الكويتيه (مذكرات بحار)
- حفل دار الاوبرا الكويتية (عدنيات كويتيه)
- ليالي فبراير 2018
- العيد الوطني السعودية 2019
- حفل جامعه AUM 2019

## أغاني منفردة
- من لهيب الشوق كلمات والحان عدنان بشارة 2010
- «ولا راح الأمل» لحنها فهد الناصر وهي كلمات عبد الله العماني، التي فازت بالمركز الأول في محطة "مارينا أف أم"،
- طاري الفرقا كلمات عبد الله العماني الحان فهد الناصر
- فيني سهر 2009 كلمات عبد الله العماني الحان فهد الناصر
- «خسارة» كلمات الهادر، و«فهموه» التي أطلقها عام 2013 من كلمات سعد المسلم وتوزيع جراح الصايغ.
- فهموه، 2013
- ذكريات، 2013
- «عال» كلمات سعد المسلم وتوزيع ربيع الصيداوي،
- «زينة» وهي أغنية خاصة تم طرحها في عيد الحب، صاغ كلماتها الهادر ووزعها عبد الله العماني 2014.
- غرام وعشق، 2014
- لبيه، 2015
- ما هو أنت، 2016
- يمه ما أقدر بمناسبة عيد الأم، كلمات وألحان يعقوب السعيد،2016
- يا غلابة 2016 كلمات خالد الغامدي الحان فهد الناصر

## أغاني وطنية
- ياكويت الحان: مطرف المطرف 2012
- كلما احبج 2014
- كويتي وافتخر 2014
- تاج الخليج 2015
- ربينا صغار دويتو مع طاهر الناصر 2015
- من عائلة زين إلى الهامات اللتي سجدت فوصلت للسماء 2015
- هذي الكويت، تريو مع عبد الله الرويشد ونوال الكويتية، 2016
- شعب واحد، مع نبيل شعيل وفرقة ميامي، 2016
- الكويت ماكو مثلها احتفالات العيد الوطنى 2021 اهداء سيراميك الصناعات

## أغاني مسلسلات
- 2013: جار القمر
- 2018: كلام أصفر
- 2018: مع حصة قلم
- 2021: يجيب الله مطر